# P/2008 E1 Catalina
La cometa Catalina 9, formalmente P/2008 E1 (Catalina), è stata scoperta il 2 marzo 2008, pochi giorni dopo sono state scoperte delle immagini di prescoperta risalenti al 13 novembre 2007.
La cometa è una cometa periodica appartenente alla famiglia delle comete gioviane, anche se nell'ambito di questa famiglia viene considerata inusuale, soprattutto per l'elevata inclinazione e il grande periodo.